# Native (album)
Native is het derde studioalbum van de Amerikaanse band OneRepublic. Het album werd op 22 maart 2013 in Duitsland en Ierland uitgebracht, op 25 maart 2013 wereldwijd behalve Noord-Amerika, en op 26 maart 2013 in Noord-Amerika.

## Tracklist
| Nr. | Titel            | Schrijver(s)                                           | Duur |
| --- | ---------------- | ------------------------------------------------------ | ---- |
| 1.  | Counting stars   | Ryan Tedder                                            | 4:17 |
| 2.  | If I lose myself | Ryan Tedder, Benny Blanco, Brent Kutzle, Zach Filkins  | 4:01 |
| 3.  | Feel again       | Ryan Tedder, Brent Kutzle, Drew Brown, Noel Zancanella | 3:05 |
| 4.  | What you wanted  | Ryan Tedder, Brent Kutzle                              | 4:01 |
| 5.  | I lived          | Ryan Tedder, Noel Zancanella                           | 3:55 |
| 6.  | Light it up      | Ryan Tedder, Brent Kutzle                              | 4:10 |
| 7.  | Can't stop       | Ryan Tedder, Jeff Bhasker, Tyler Sam Johnson           | 4:09 |
| 8.  | Au revoir        | Ryan Tedder, Brent Kutzle                              | 4:50 |
| 9.  | Burning bridges  | Ryan Tedder, Brent Kutzle                              | 4:17 |
| 10. | Something I need | Ryan Tedder, Benny Blanco                              | 4:01 |
| 11. | Preacher         | Ryan Tedder, Brent Kutzle                              | 4:08 |
| 12. | Don't look down  | Ryan Tedder, Brent Kutzle                              | 1:39 |

| Nr. | Titel                         | Schrijver(s)                                          | Duur |
| --- | ----------------------------- | ----------------------------------------------------- | ---- |
| 13. | Something's gotta give        | Ryan Tedder, Philippe Zdar, Boom Bass                 | 4:51 |
| 14. | Life in color                 | Ryan Tedder, Brent Kutzle                             | 3:22 |
| 15. | If I lose myself (akoestisch) | Ryan Tedder, Benny Blanco, Brent Kutzle, Zach Filkins | 3:50 |
| 16. | What you wanted (akoestisch)  | Ryan Tedder, Brent Kutzle                             | 3:23 |
| 17. | Burning bridges (akoestisch)  | Ryan Tedder, Brent Kutzle                             | 4:35 |

## Singleontvangst
| Single met eventuele hitnotering(en) in de Nederlandse Top 40 | Datum van verschijnen | Datum van binnenkomst | Hoogste positie | Aantal weken | Opmerkingen |
| ------------------------------------------------------------- | --------------------- | --------------------- | --------------- | ------------ | ----------- |
| Feel again                                                    | 31-08-2012            | 08-09-2012            | tip19           | -            |             |
| If I lose myself                                              | 08-01-2013            | -                     | -               | -            |             |

| Single met hitnotering(en) in de Vlaamse Ultratop 50 | Datum van verschijnen | Datum van binnenkomst | Hoogste positie | Aantal weken | Opmerkingen |
| ---------------------------------------------------- | --------------------- | --------------------- | --------------- | ------------ | ----------- |
| Feel again                                           | 31-08-2012            | 08-09-2012            | tip17           | -            |             |
| If I lose myself                                     | 08-01-2013            | 02-02-2013            | tip100*         | -            |             |